# كونزية حرشفية
كونزية حرشفية (الاسم العلمي:Kunzea squarrosa) هي نوع هجين من النباتات تتبع جنس الكونزية من فصيلة الآسية.